# Steninge-Stensjöstrand
Steninge-Stensjöstrand este o arie protejată (arie specială de conservare — SAC, sit de importanță comunitară — SCI) din Suedia întinsă pe o suprafață de 198,7 ha, integral pe uscat.

## Localizare
Centrul sitului Steninge-Stensjöstrand este situat la coordonatele 56°47′11″N 12°36′53″E / 56.7863°N 12.6146°E.

## Înființare
Situl Steninge-Stensjöstrand a fost declarat sit de importanță comunitară în decembrie 1995 pentru a proteja un număr necunoscut de specii din flora spontană și fauna sălbatică aflate în arealul zonei. Situl a fost protejat și ca arie specială de conservare în martie 2011.

## Biodiversitate
Situată în ecoregiunile continentală și marină Atlantică, aria protejată conține 14 habitate naturale: Pajiști umede nord-atlantice cu Erica tetralix, Dune mobile cu vegetație embrionară, Formațiuni de Juniperus communis pe lande sau pajiști calcaroase, Pășuni atlantice udate de apa mării (Glauco-Puccinellietalia maritimae), Dune mobile de-a lungul țărmului cu Ammophila arenaria („dune albe”), Dune de coastă fixe cu vegetație erbacee („dune gri”), Formațiuni ierboase bogate în specii de Nardus, dezvoltate pe substraturi silicioase în zone montane (și în zone submontane, în Europa continentală), Pajiști uscate europene, Vegetație perenă pe țărmurile stâncoase, Mlaștini turboase de tranziție și turbării mișcătoare, Roci stâncoase cu vegetație pionieră de Sedo-Scleranthion sau Sedo albi-Veronicion dillenii, Vegetație anuală la limita mareei, Terase mlăștinoase și terase nisipoase neacoperite de apă la reflux, Faleze cu vegetație de pe coastele atlantice și baltice.
La baza desemnării sitului se află un număr nedeclarat de specii protejate.